# Посока на часовниковата стрелка
По посока на часовниковата стрелка е онова движение, което следва посоката на въртене на часовниковите стрелки по традиционния циферблат на часовника: тръгвайки от най-горната часова отметка (0 ч.), отивайки към най-дясната (3 ч.), след това към най-долната (6 ч.), после към най-лявата (9 ч.) и накрая, връщайки се към най-горната отметка (12 или 0 ч.).
Може да се опише и като движението, което човек извършва, когато се завърти надясно.
Срещуположната посока се нарича обратно на часовниковата стрелка.